# Библиотека Малатестиана
Библиотека Малатестиана (итал. Biblioteca Malatestiana, библиотека Малатесты) — библиотека в городе Чезена, Италия. Была основана в 1452 году и считается старейшей общественной библиотекой.

## История
Была задумана в 1445 году как библиотека францисканского монастыря. Создание библиотеки санкционировал буллой папа римский Евгений IV и профинансировал местный правитель Новелло Малатеста.
В 1447—1452 годах под руководством архитектора Маттео Нути на втором этаже нового крыла францисканского монастыря, над спальнями и трапезной, были построены помещения для библиотеки, в которых она до сих пор располагается.
При библиотеке был создан скрипторий (помещение для переписывания рукописей), поскольку библиотека располагалась вдали от крупных городов и потому было сложно покупать для неё книги, но было проще одалживать их в других собраниях для переписывания.
После смерти Малатесты в 1465 году систематическое расширение коллекции прекратилось, а скрипторий был закрыт. Единственным крупным прибавлением до современного периода были 119 рукописей, подаренных врачом Малатесты в 1474 году.
Во многом благодаря тому, что Малатеста поручил попечение за библиотекой совместно францисканцам и местным жителям, а также из-за размещения в большом здании с другими коллекциями, библиотека сохранилась до наших дней.

## Описание
Читальный зал выполнен как длинный коридор, по сторонам которого размещены по 29 читальных комнат. Сохранилось внутреннее убранство библиотеки, созданное в то время, в том числе кованые цепи, использовавшиеся для закрепления книг на читальных столах.
Бо́льшая часть исторического фонда — религиозные тексты, включающие в себя работы отцов церкви, также имеются кодексы на греческом, иврите и других языках. Из-за того, что историческая часть библиотеки пополнялась в основном в XV веке, в неё не попали гуманистическая литература и поэзия более позднего времени.